# Ascensor panoràmic del Monte de San Pedro
L'ascensor panoràmic del Monte de San Pedro és un ascensor esfèric de cremallera situat a la ciutat de la Corunya, a Galícia. Es va inaugurar a l'abril de 2007 i comunica el passeig marítim de la ciutat amb el parc del Monte de San Pedro. L'ascensor el va dissenyar i construir l'empresa Ártabro Samdeu de Narón.
Es tracta d'una estructura esfèrica metàl·lica de disseny futurista, construïda amb perfils d'acer inoxidable i plaques corbes de policarbonat. El trajecte que realitza és de 100 metres, ascendint una paret rocosa de 63 metres d'altura, que permet albirar tota la badia de l'Orzán i la ciutat. El viatge dura 3 minuts i 20 segons.
No té correspondència amb cap línia d'autobús urbà, però les línies 3, 3A, 12 i 14 tenen parades als voltants del parc del Monte de San Pedro.

## Galeria d'imatges

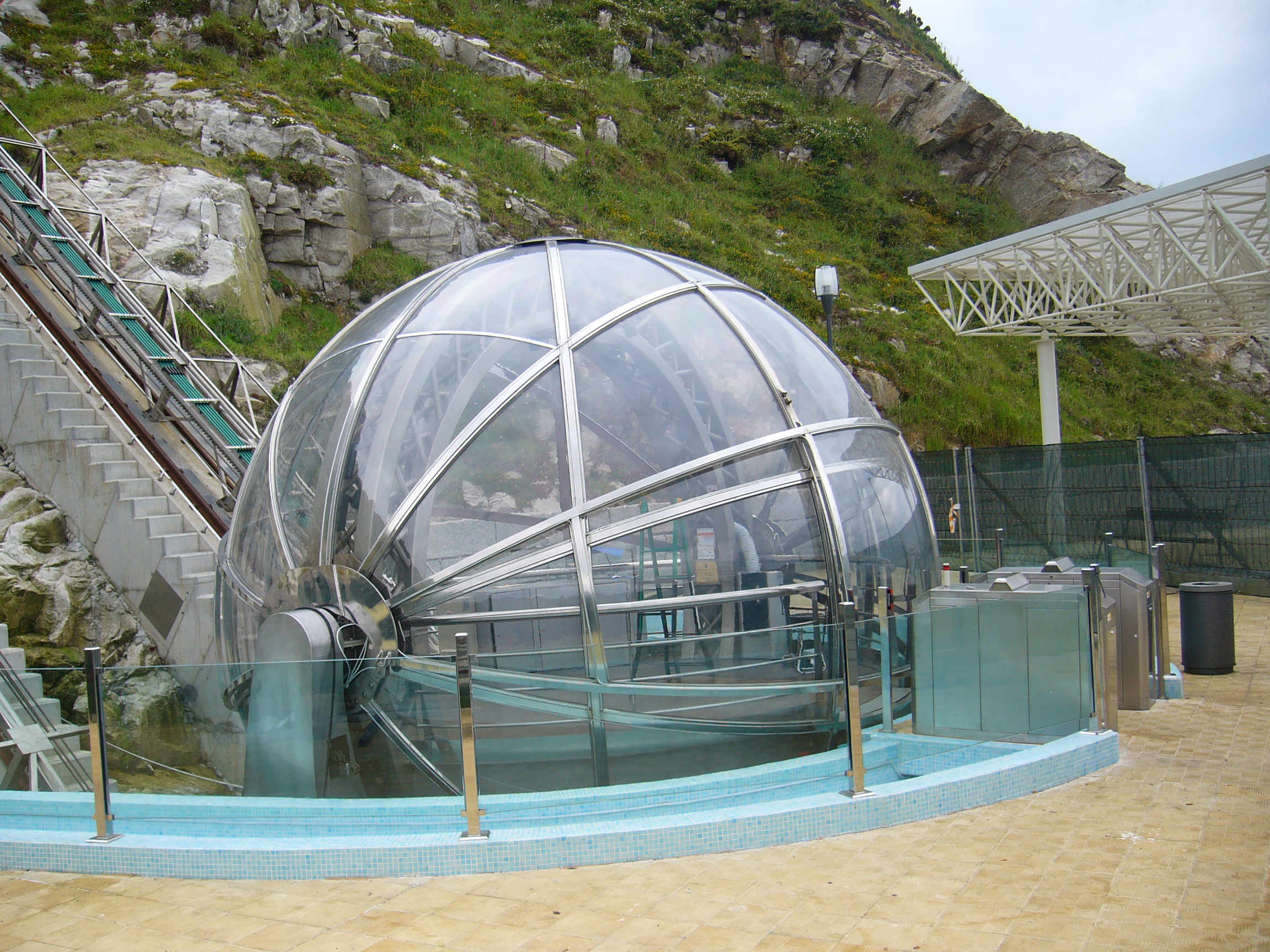
Ascensor panoràmic del Monte de San Pedro
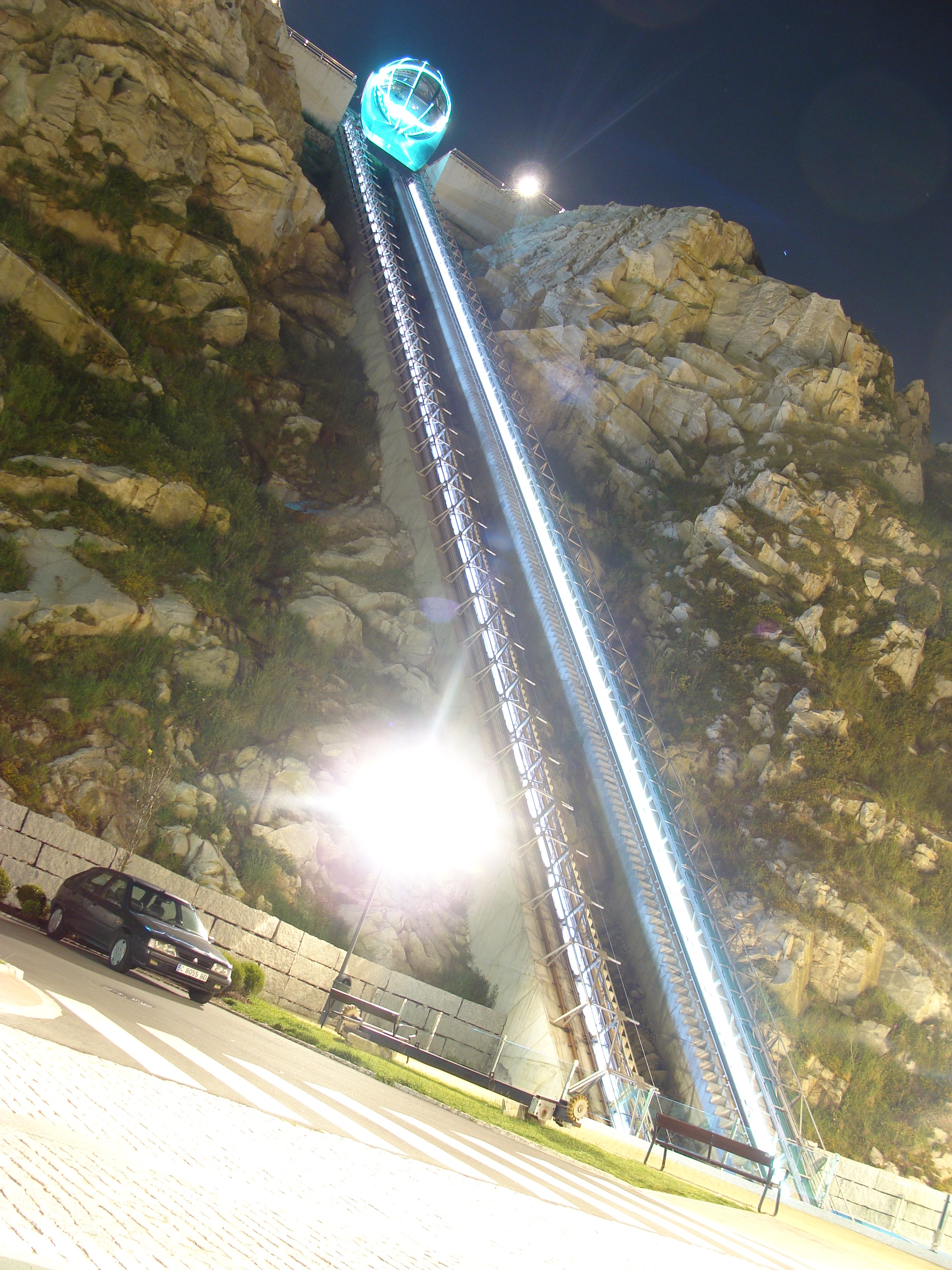
L'elevador, de nit
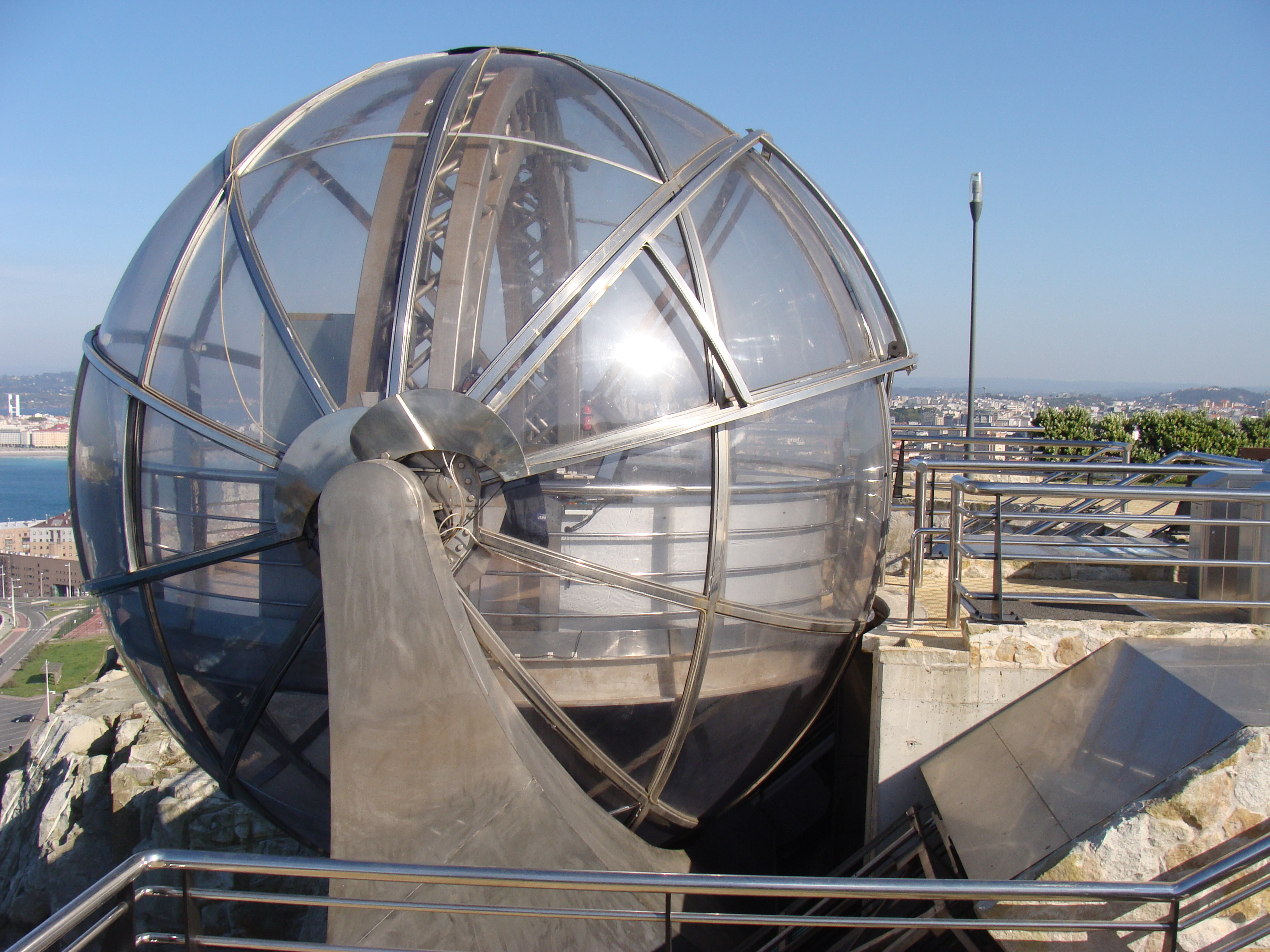
Vista de la ciutat al fons
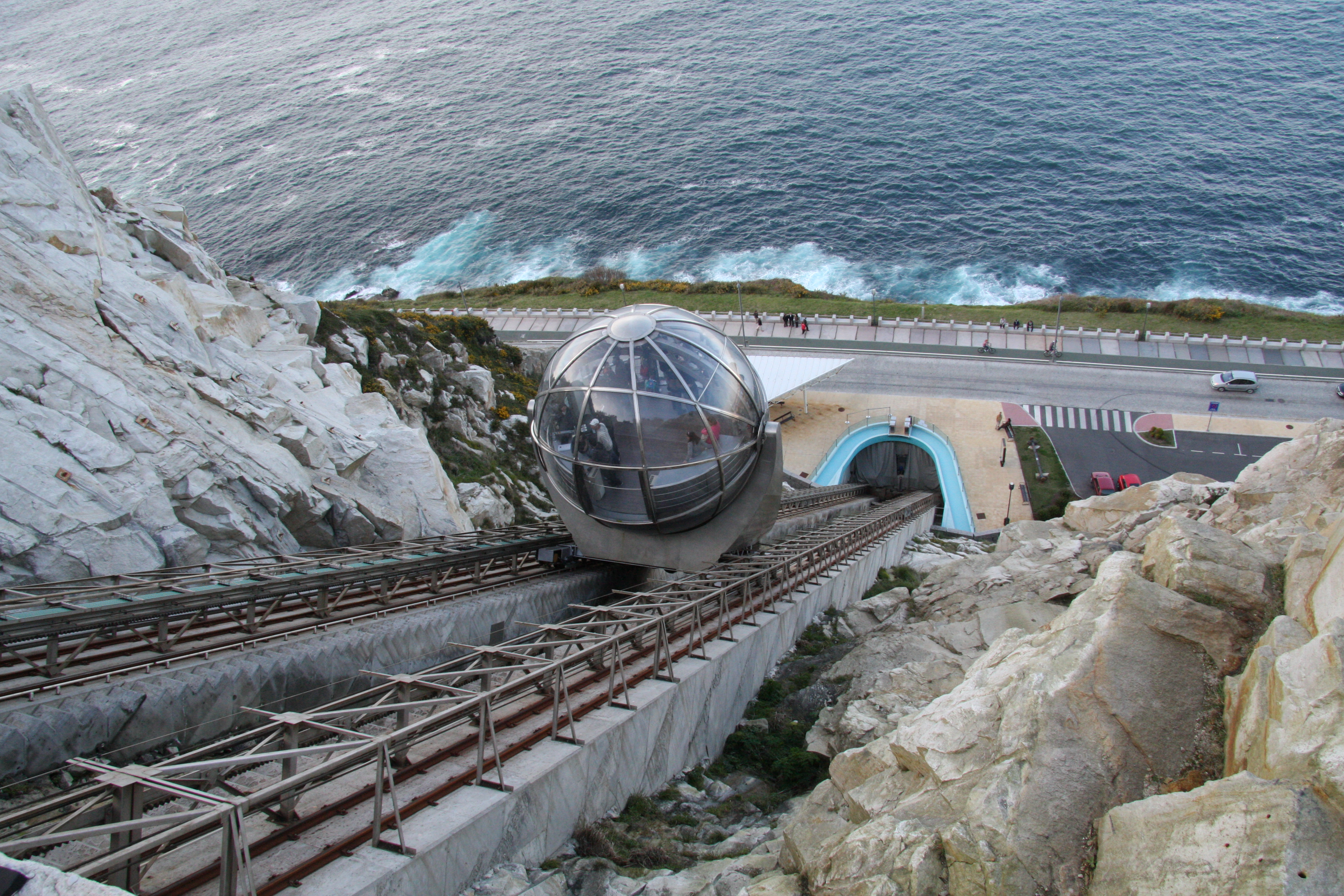
Desnivell que salva l'ascensor